# رومان دیکو
رومان دیکو (فرانسوی: Romane Dicko‎؛ زادهٔ ۳۰ سپتامبر ۱۹۹۹) جودوکار زن اهل فرانسه است.
وی همچنین برندهٔ جوایزی همچون قهرمانی جودو جهان ۲۰۱۷ شده است.